# Plagiomima haustellata
Plagiomima haustellata là một loài ruồi trong họ Tachinidae.